# Georges Vanier
El Mayor General Georges-Philéas Vanier (Montreal, 23 de abril de 1888-Ottawa, 5 de marzo de 1967) fue un militar y diplomático canadiense que ocupó el cargo de Gobernador General de Canadá, el 19.º desde la formación de la Confederación canadiense.
Vanier nació y recibió educación en Quebec, y, después de obtener un grado en leyes en la universidad, sirvió en el ejército canadiense durante la Primera Guerra Mundial; en los campos de batalla europeos perdió una pierna, pero fue elogiado y condecorado por el rey. Posteriormente, Vanier regresó a Canadá y se mantuvo en el servicio activo hasta principios de la década de 1930, cuando fue destinado a misiones diplomáticas en Europa. Con el inicio de la Segunda Guerra Mundial, Vanier nuevamente sirve en el ejército, comandando tropas en el frente interno, hasta el cese de hostilidades en 1945, tras lo cual regresó a los círculos diplomáticos. Fue designado gobernador general en 1959 por Isabel II, por recomendación del primer ministro John Diefenbaker, para reemplazar a Vincent Massey, y ocupó el puesto hasta su muerte en 1967. Vanier demostró ser un Gobernador General popular, con su historial de guerra ganó el respeto de la mayoría de los canadienses; a pesar de ello, como quebequense, fue tratado con hostilidad por los grupos separatistas quebequenses.

## Infancia y juventud
Vanier nació en Montreal, de madre irlandesa y padre francés, que lo hicieron ser bilingüe. Después de graduarse del colegio, asistió al Loyola College y recibió en 1906 el título de Bachelor of Arts. Posteriormente obtuvo el grado de Licenciado en Derecho en el campus de Montreal de la Universidad Laval. Ese mismo año, Vanier fue aceptado en la orden de abogados de Quebec, y, a pesar de obtener experiencia en la práctica del derecho, consideró ingresar al sacerdocio católico. Pero, con la llegada de la Primera Guerra Mundial, decidió que su prioridad sería ofrecer sus servicios al rey y a su país al enlistarse en el ejército canadiense. Vanier tuvo un papel prominente en el reclutamiento de las tropas, ayudó a organizar en 1915 el batallón 22.º Franco Canadiense de las Fuerzas Expedicionarias Canadienses, en las cuales fue comisionado como oficial, y que después, en 1920, se convertiría en el 22.º Regimiento Real.
En 1916 Vanier fue condecorado por sus esfuerzos con la Cruz Militar y continuó combatiendo. A finales de 1918, dirigió un ataque a Cherisy, y recibió un disparo en el pecho y en ambas piernas, dejándole como consecuencia la pérdida de su pierna derecha. Su recuperación fue larga, aunque permaneció en Francia, negándose a ser trasladado mientras que sus compañeros continuaran luchando. Al finalizar las hostilidades, Vanier fue condecorado nuevamente con la Cruz Militar y recibió la medalla Estrella de 1914-15, al tiempo que fue nombrado en la Orden del Servicio Distinguido. Posteriormente regresó a Montreal y una vez más encontró trabajo como abogado. El 29 de septiembre de 1921, se casó con Pauline Archer, y la pareja tuvo cinco hijos, uno de los cuales fue Jean Vanier.

## Carrera diplomática

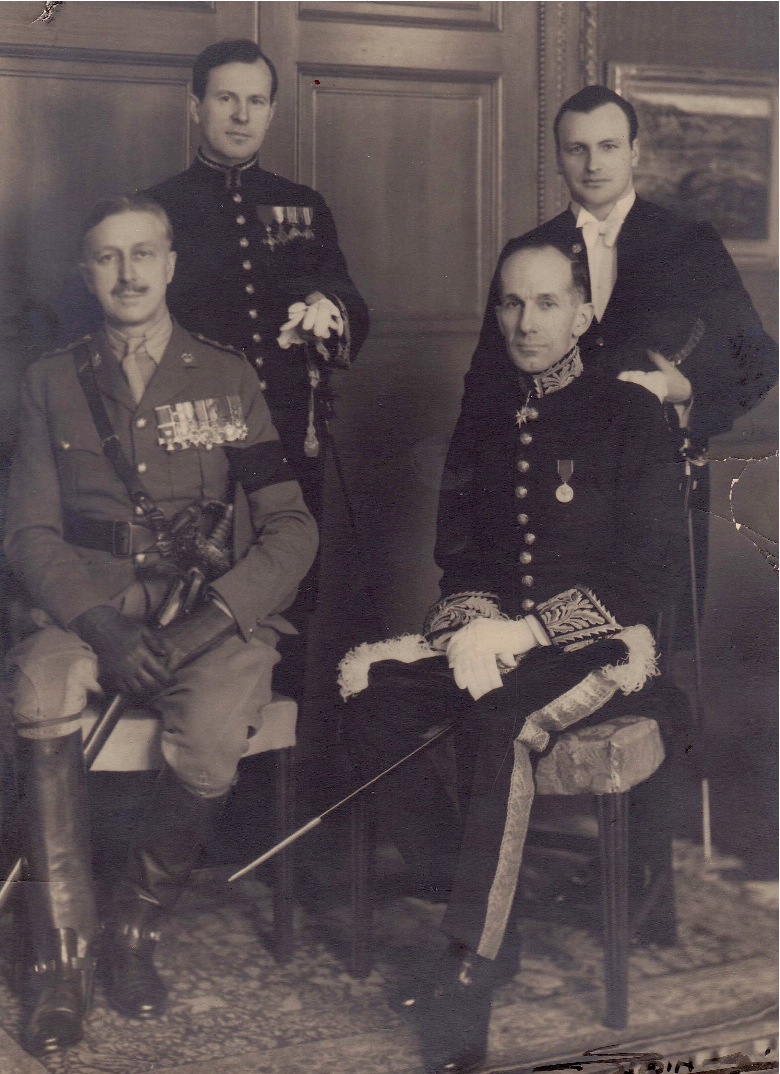
Vanier con John Ross McLean, Lester B. Pearson y Vincent Massey en la Casa de Canadá, Londres, 1938.

Por cuatro años a partir de 1921, Vanier actuó como ayudante de campo del gobernador general Julian Byng, abandonando el cargo cuando fue promovido al rango de teniente coronel y tomó el comando del 22.º Regimiento Real en la Citadelle de Quebec. Vanier solamente ocupó esta posición por un año, cuando fue nombrado nuevamente ayudante de campo del sucesor de Byng, Freeman Freeman-Thomas.
En 1928, Vanier fue enviado en la delegación canadiense de la Sociedad de Naciones, y en 1930 fue nombrado secretario en la Alta Comisión de Canadá en Londres, manteniéndose en este cargo durante cerca de una década -aproximadamente la mitad de este tiempo sirvió a la persona que lo precedería como Gobernador General de Canadá, Vincent Massey. También fue durante este periodo, en el año de 1936, que el rey Jorge V murió y su hijo Eduardo VIII accede al trono y luego abdica en favor de su hermano menor Jorge VI. El 12 de mayo de 1937, Vanier con su hijo Jean observaron desde el tejado de la Casa de Canadá el desfile de coronación del nuevo rey. En la procesión, Vanier habría visto a uno de los futuros Gobernadores Generales de Canadá, Harold Alexander, quien era el ayudante personal del rey.

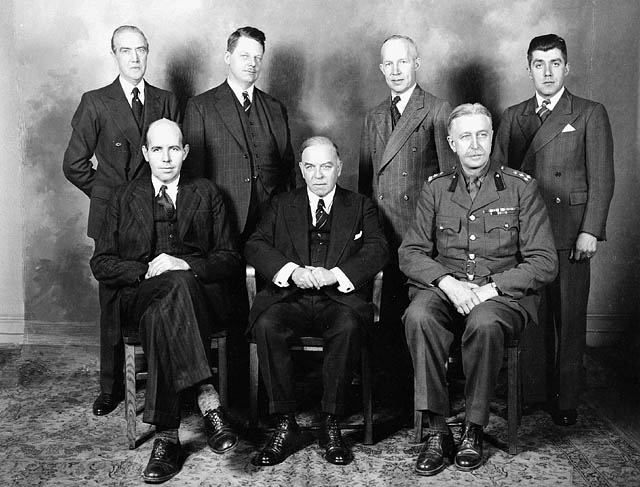
Vanier (sentado, derecha), con William Lyon Mackenzie King (sentado, centro), y otros miembros de la delegación canadiense enviados al Reino Unido para discutir los planes de guerra, 1941.

En 1939, Vanier fue ascendido al cargo de enviado extraordinario y ministro plenipotenciario del rey en Francia. Sin embargo, con el estallido de la Segunda Guerra Mundial y la ocupación nazi de Francia en 1940, Vanier y su esposa huyeron al Reino Unido, y luego de regreso a Canadá en 1941, donde fue comisionado como comandante del distrito militar de Quebec, e inició una política de principios del bilingüismo en el ejército. Al año siguiente Vanier fue ascendido al rango de mayor general, y luego fue enviado extraordinario y ministro plenipotenciario ante los gobiernos de Bélgica, Checoslovaquia, Grecia, Países Bajos, Noruega, Polonia y Yugoslavia, así como representante del gobierno canadiense en la Francia Libre y, más tarde en el Consejo Nacional de la Resistencia, los cuales fueron gobiernos en el exilio. A lo largo de este tiempo, Vanier intentó transmitir a los funcionarios en Canadá de la gravedad de la situación en Europa, especialmente en relación con los refugiados del régimen nazi. Para la frustración de Vaniers, estos esfuerzos fueron recibidos principalmente con indiferencia e incluso ira, y las cartas que Vanier dirigió al primer ministro de la época, William Lyon Mackenzie King, no indujeron a un cambio en las políticas de inmigración de Canadá.
Tras la caída del Régimen de Vichy en 1944 por las Fuerzas Aliadas, Vanier fue designado como el primer Embajador de Canadá en Francia. Mientras estuvo al frente de este cargo, también representó a Canadá ante las Naciones Unidas, realizó una visita al recién liberado campo de concentración de Buchenwald, y, en su viaje de regreso a su país, expresó su vergüenza por la inactividad de Canadá en el conflicto, en una entrevista a través de la Canadian Broadcasting Corporation. En sus declaraciones lamentó: "Cómo fuimos de sordos en ese entonces, a la crueldad y los gritos de dolor que llegaron a nuestros oídos, precursores sombríos de la tortura en masa y de los asesinatos que habrían de seguir". De regreso en París, él y su esposa continuaron ayudando a los refugiados que llegaban a la Embajada de Canadá, disponiendo para ellos de comida y refugio temporal. La pareja, con la ayuda de muchas otras personas, finalmente empujaron al gobierno de Canadá a revisar las normas de inmigración, y más de 186.000 refugiados europeos finalmente lograron establecerse en Canadá entre 1947 y 1953.
En 1953 Vanier se retiró del servicio diplomático y regresó a Montreal, aunque él y su esposa continuaron su trabajo social allí. Vanier ocupó al mismo el cargo de director del Banco de Montreal, del Crédit Foncier Franco-Canadiense, y de la compañía de seguros de vida estándar, y fue miembro del Consejo Canadiense para las Artes.

## Gobernador General de Canadá
Vanier fue el primer franco-canadiense nombrado Gobernador General de Canadá. Al suceder a Vincent Massey, un anglófono, la designación de Vanier estableció la tradición de rotar el cargo de Gobernador entre los canadienses francófonos y anglófonos. El bilingüismo de Vanier fue una cualidad en su mandato que fomentó la unidad canadiense. El gobierno de Vanier estuvo marcado por los problemas económicos que asolaron al país, y una sucesión de gobiernos minoritarios, aunque las mayores amenazas a la Confederación llegaron desde el surgimiento de la Revolución Tranquila, el Nacionalismo quebequés, y el movimiento por la soberanía de Quebec, incluyendo las acciones terroristas del Frente de Liberación de Quebec; de hecho, como quebequés representante de la monarquía de Canadá, y alguien que promovía el federalismo, fue percibido por muchos separatistas de Quebec como un traidor de su pueblo. En la mayoría de los demás círculos del país, sin embargo, fue aclamado como un virrey distinguido.

### Gobernador General-designado
El nombramiento de Vanier como gobernador general se anunció el 1 de agosto de 1959 en Halifax (Nueva Escocia), durante una reunión del Consejo Privado de la Reina por Canadá en el que la reina Isabel II estaba presente. La aprobación de Vanier como su representante comisionado fue ratificada con la firma real y el Gran Sello de Canadá. A pesar de los desafíos de su débil salud y de la inestabilidad política en Canadá, el mayor general aceptó la misión de representar a la Reina afirmando: "Si Dios quiere que yo haga este trabajo, Él me dará la fuerza para hacerlo".
Como Vanier fue un firme militante del Partido Liberal y los ministros de la Corona hacían parte en ese momento del partido opositor Conservador Progresista, el anuncio del nombramiento del Mayor General tomó por sorpresa a los medios de comunicación en Ottawa. El entonces primer ministro, John Diefenbaker, sin embargo, consideró que se requería una mayor representación de la población de habla francesa en el gobierno de Canadá; en sus memorias, Diefenbaker dijo que había considerado un no-Canadiense para el puesto, y atribuyó su decisión de presentar a Vanier para el cargo a una oportunidad en la que se encontró con el Mayor General.

### Desempeño en el cargo
Una vez estableció su residencia en Rideau Hall, Vanier solicitó que se fijara una señalización bilingüe en la puerta principal de la residencia oficial, y que se construyera en algún lugar de la propiedad una capilla, dos solicitudes que reflejaban las fuerzas dominantes en la vida de Vanier: religión y unidad. Cuando Vanier se encontraba en la residencia, rezaba dos veces diarias en la capilla que fue adecuada en el segundo piso del palacio. Debido a que en aquella época la federación canadiense se encontraba negociando tratados con las facciones separatistas de Quebec, Vanier dirigió numerosos discursos en francés e inglés y elogiaba la convivencia de los canadienses de habla inglesa con los de habla francesa. En una de sus últimas oraciones afirmó: "El camino a la unidad es el camino del amor: el amor a la patria y la fe en su futuro nos dará una nueva dirección y un nuevo propósito a nuestras vidas, nos elevará por encima de nuestras disputas internas, y nos unirá en la dedicación al bien común... ruego a Dios que todos podamos avanzar de la mano. No podemos correr el riesgo de que este gran país caiga en pedazos". Palabras como éstas, sin embargo, generaron la ira de los nacionalistas de Quebec contra Vanier, como se demostró cuando, en la celebración de la Fiesta nacional de Quebec de 1964, fue blanco de protestas en Montreal por parte de personas que portaban carteles en los que decía: "Vanier vendu" ("traidor Vanier") y "Vanier fou de la Reine" ("Vanier bufón de la Reina").
A pesar de su frágil salud, y de las advertencias de su médico acerca de la tensión arterial, Vanier viajó a través de Canadá, ganando el afecto de los canadienses. Como parte de sus deberes oficiales, Vanier, junto con la Reina, asistió a la inauguración de la vía marítima del San Lorenzo el 26 de junio de 1959, y en junio de 1965 fue nombrado Jefe del águila grande de la tribu Blackfoot, en Calgary. También fue activo en animar a los niños para hacer parte del Movimiento Scout en Canadá, mediante su papel como Jefe Scout. Él y su esposa se preocuparon por el desarrollo de la vida familiar, lo cual los llevó a fundar en 1964 la Conferencia Canadiense de la Familia, que finalmente se convirtió en el Instituto Vanier de la Familia. Como representante del jefe de Estado, Vanier recibió la visita oficial de varios países, incluido el presidente de Estados Unidos, John F. Kennedy y Jacqueline Kennedy, el emperador de Etiopía, Haile Selassie, el primer ministro de Israel, David Ben-Gurion, el Sha de Irán; y el General Charles de Gaulle, Presidente de Francia.

### Muerte
En 1966, a medida que su itinerario se mantuvo sin reducción, la fuerza de Vanier se iba deteriorando. El 4 de marzo de 1967, antes de ver un partido de los Canadiens en la televisión en el Rideau Hall, Vanier había conversado con su primer ministro del momento, Lester B. Pearson, y le expresó que estaba dispuesto a continuar como gobernador general hasta el final del año del centenario. Teniendo en cuenta el estado físico de Vanier, Pearson se mostró reacio a asesorar a la reina para actuar en ese sentido, pero su preocupación no duró mucho, ya que al día siguiente, después de escuchar el Santo Sacrificio de la Misa y recibir la Santa Comunión en la capilla, el Gobernador General murió. De inmediato Robert Taschereau, Presidente del Tribunal Supremo de Canadá, actuó como administrador del Gobierno y recibió más de 15.000 mensajes de condolencia en el Rideau Hall.
Después del Funeral de Estado realizado en la Basílica Catedral de Notre-Dame de Ottawa el 8 de marzo de 1967, el mayor general fue enterrado en la capilla conmemorativa de La Citadelle el 5 de mayo del mismo año. A pesar de que Vanier había recibido anteriormente al presidente francés en la Casa de Gobierno, ni De Gaulle ni ningún representante francés fue enviado para asistir al funeral, lo cual fue interpretado por los funcionarios diplomáticos canadienses como un indicio de que se había presentado un cambio en las relaciones entre Canadá y Francia, e instigó a una cadena de acontecimientos que culminarían en la famosa frase de Charles De Gaulle "Vive le Québec libre" en su discurso dirigido en Montreal poco después ese mismo año.

## Legado
Cuando en 1999 la revista Maclean realizó una lista de los 100 canadienses más influyentes de todos los tiempos, Vanier fue catalogado por los editores en la posición número uno. El tiempo que permaneció como Gobernador General, motivó a la creación de una serie de premios que se reflejan los principales intereses del Mayor General. Vanier era un gran fanático del deporte, y, aunque su deporte favorito era el hockey, Vanier incitó en 1965 la creación del Premio del Gobernador General de Esgrima y la Copa Vanier para el campeonato de fútbol universitario organizado por la Unión Atlética Intercolegial de Canadá. Para reconocer la excelencia en los esfuerzos burocráticos, Vanier creó en 1962 la Medalla Vanier del Instituto de Administración Pública de Canadá, y en 1967 los Premios Vanier para los jóvenes canadienses sobresalientes, otorgados por la Cámara Canadiense de Comercio Junior.

## Títulos y tratamiento
- 23 de abril de 1888 - 1915: Señor Georges Vanier
- 1915 - 1924: Comandante Georges Vanier
- 1924 - 1942: Teniente Coronel Georges Vanier
- 1942 - 22 de noviembre de 1944: Mayor General Georges Vanier
- 22 de noviembre de 1944 - 31 de diciembre de 1953: Su Excelencia Mayor General Georges Vanier, Embajador Extraordinario y Plenipotenciario en Francia
- 31 de diciembre de 1953 - 15 de septiembre de 1959: Mayor General Georges Vanier
- 15 de septiembre de 1959 - 5 de marzo de 1967: Su Excelencia el Muy Honorable Mayor General Georges Vanier, Gobernador General y Comandante en Jefe de Canadá

El tratamiento de Vanier y el título de Gobernador General, en su totalidad corresponde a: Su Excelencia el Muy Honorable Mayor General Georges-Philéas Vanier, Compañero de la Orden de Servicio Distinguido, Gobernador General y Comandante en Jefe de las fuerzas canadienses, en inglés: His Excellency Major-General the Right Honourable Georges-Philéas Vanier, Companion of the Distinguished Service Order, Governor General and Commander-in-Chief in and over Canada, y en francés: Son Excellence General de División le très honorable Georges-Philéas Vanier, compagnon de l'ordre du service distingué, Gouverneur général et comandante en chef du Canada.
Los títulos post-nominales de Vanier son, en el orden de acuerdo al Calendario de notas de protocolo de la Universidad de Oxford: PC, DSO, MC*, CD, BA Loy, LLB Lav, LLD(hc) Tor.